# Xu Yang
Xu Yang, född 27 juni 1970, är en friidrottare från Kina. Han deltog vid olympiska sommarspelen 1992.